# Lora de Estepa
Lora de Estepa és una localitat de la província de Sevilla, Andalusia, Espanya. L'any 2005 tenia 828 habitants. La seva extensió superficial és de 18 km² i té una densitat de 46,0 hab/km². Les seves coordenades geogràfiques són 37° 16′ N, 4° 49′ O. Està situada a una altitud de 452 metres i a 116 kilòmetres de la capital de la província, Sevilla.

## Demografia
| 1996 | 1998 | 1999 | 2000 | 2001 | 2002 | 2003 | 2004 | 2005 | 2006 |
| ---- | ---- | ---- | ---- | ---- | ---- | ---- | ---- | ---- | ---- |
| 741  | 752  | 765  | 781  | 781  | 791  | 788  | 803  | 828  | 831  |